# Штемведе
Штемведе (нем. Stemwede) — община в Германии, в земле Северный Рейн-Вестфалия.
Подчиняется административному округу Детмольд. Входит в состав района Минден-Люббекке.  Население составляет 13 819 человек (на 31 декабря 2010 года). Занимает площадь 165,29 км².
Коммуна подразделяется на 3 сельских округа.

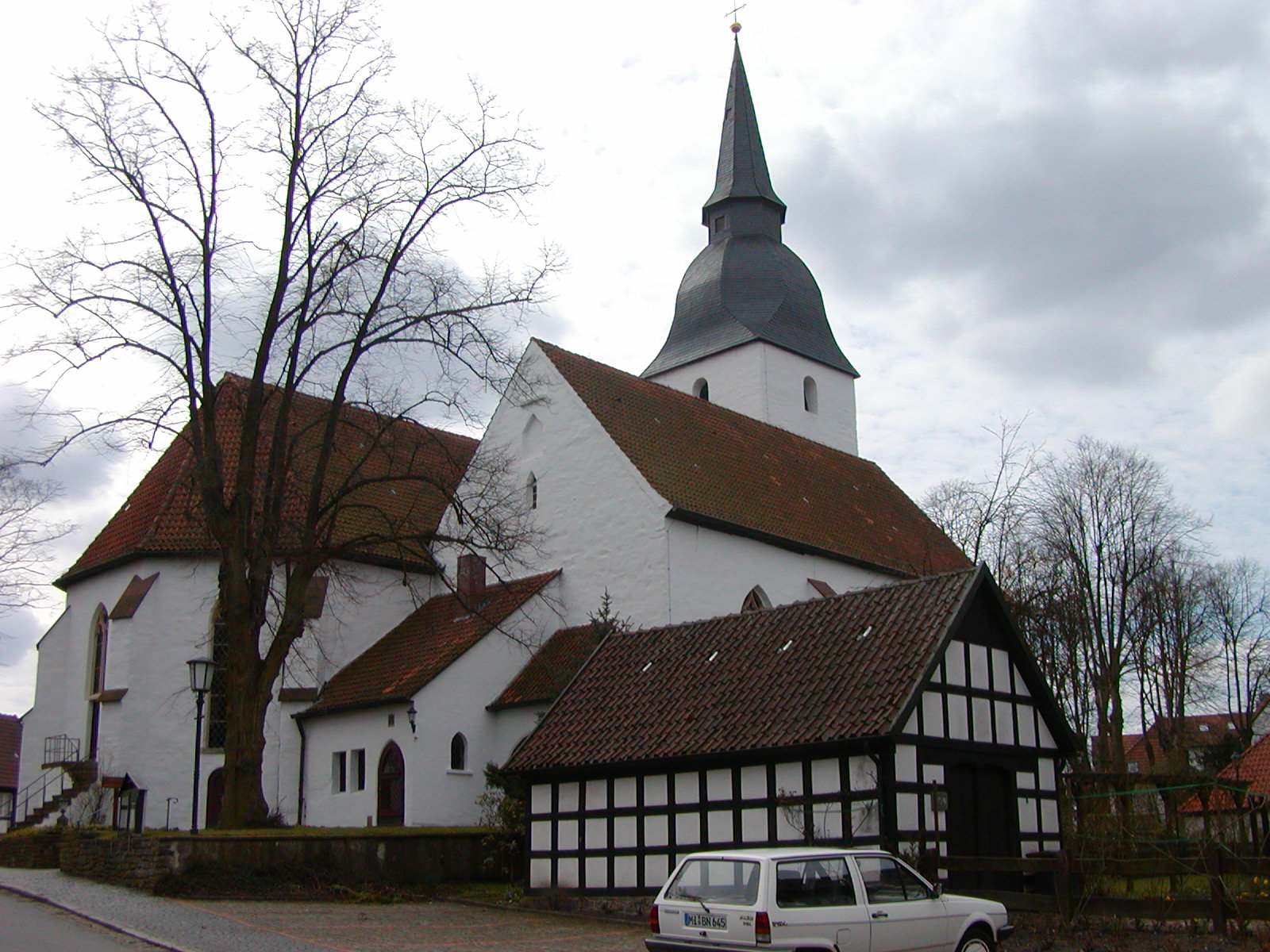
Штемведе

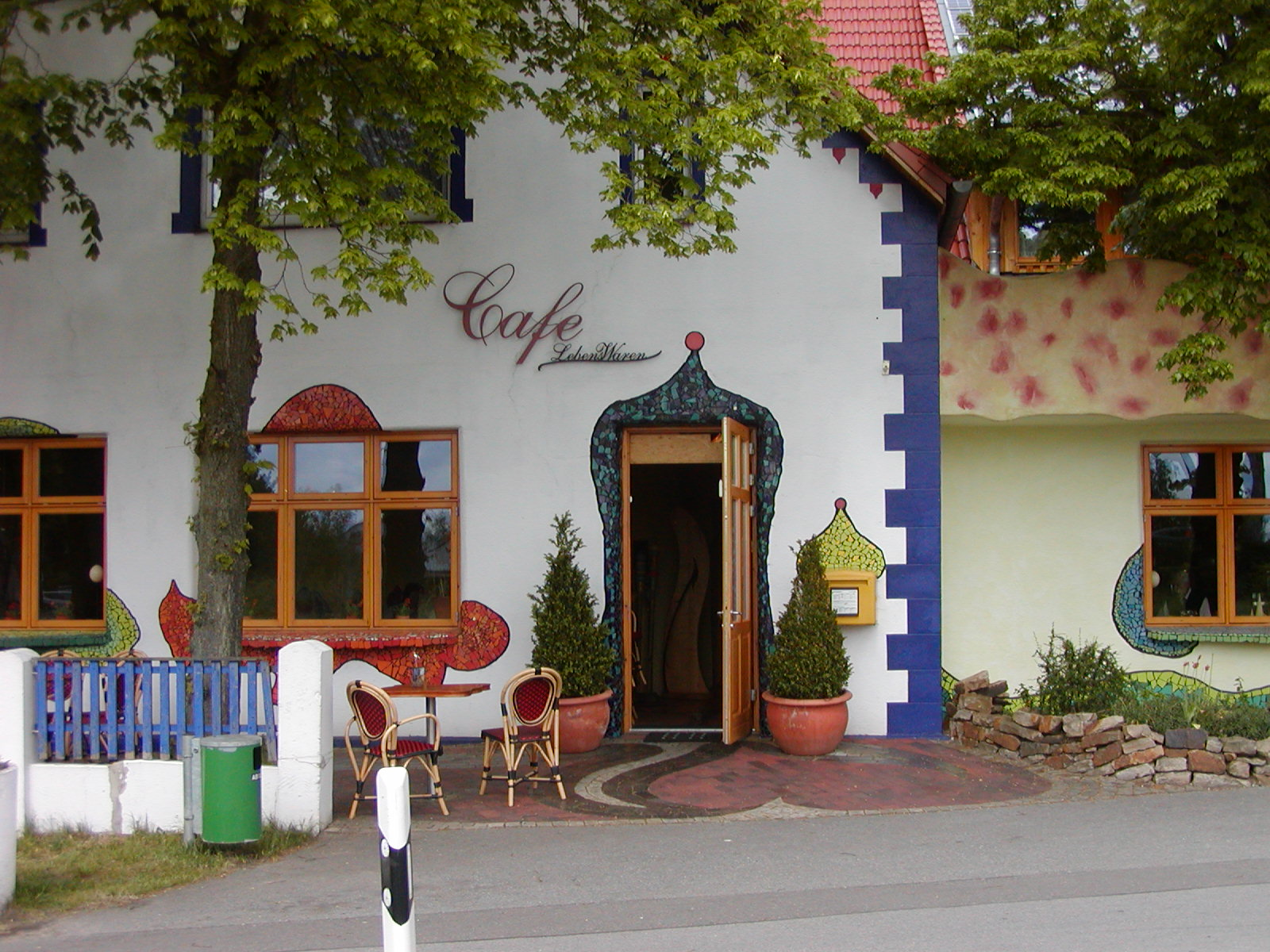
Штемведе